# Bolintin-Vale
Bolintin-Vale – miasto w południowej Rumunii, w okręgu Giurgiu, w pobliżu Bukaresztu, w obrębie historycznej Wołoszczyzny. Liczy 12,9 tys. mieszkańców (2011).
W mieście urodził się rumuński pisarz Dimitrie Bolintineanu.

## Zabytki
- Cerkiew Wniebowzięcia Najświętszej Maryi Panny
- Pomnik Dimitrie Bolintineanu przy cerkwi
- Ratusz
- Stara poczta
- Dawny ratusz
- Dom Manolache (Casa Manolache)
- Gmach dawnej szkoły

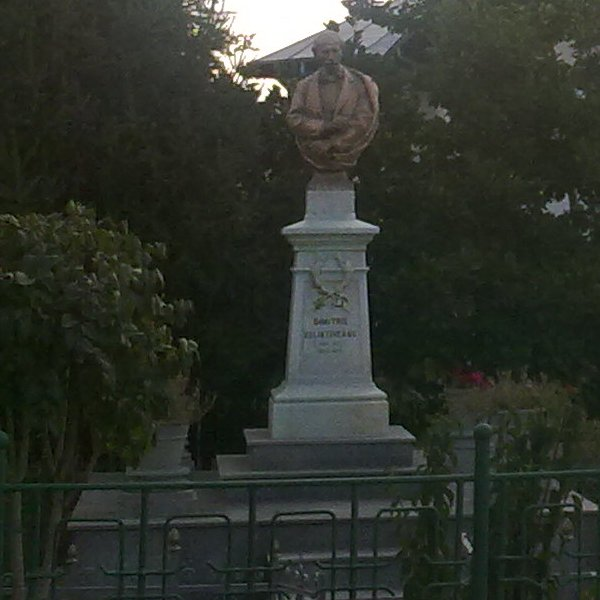
Pomnik Dimitrie Bolintineanu
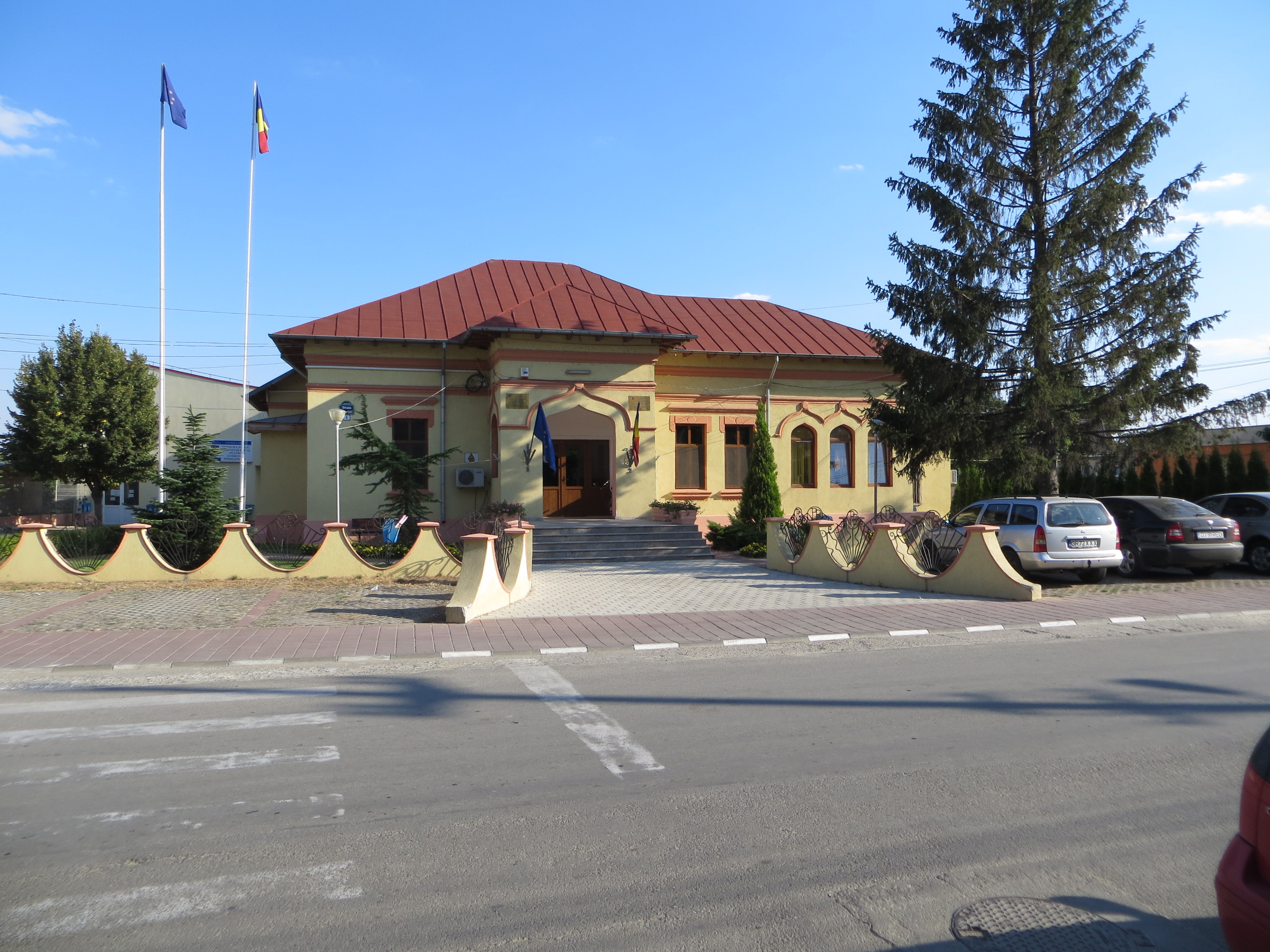
Ratusz
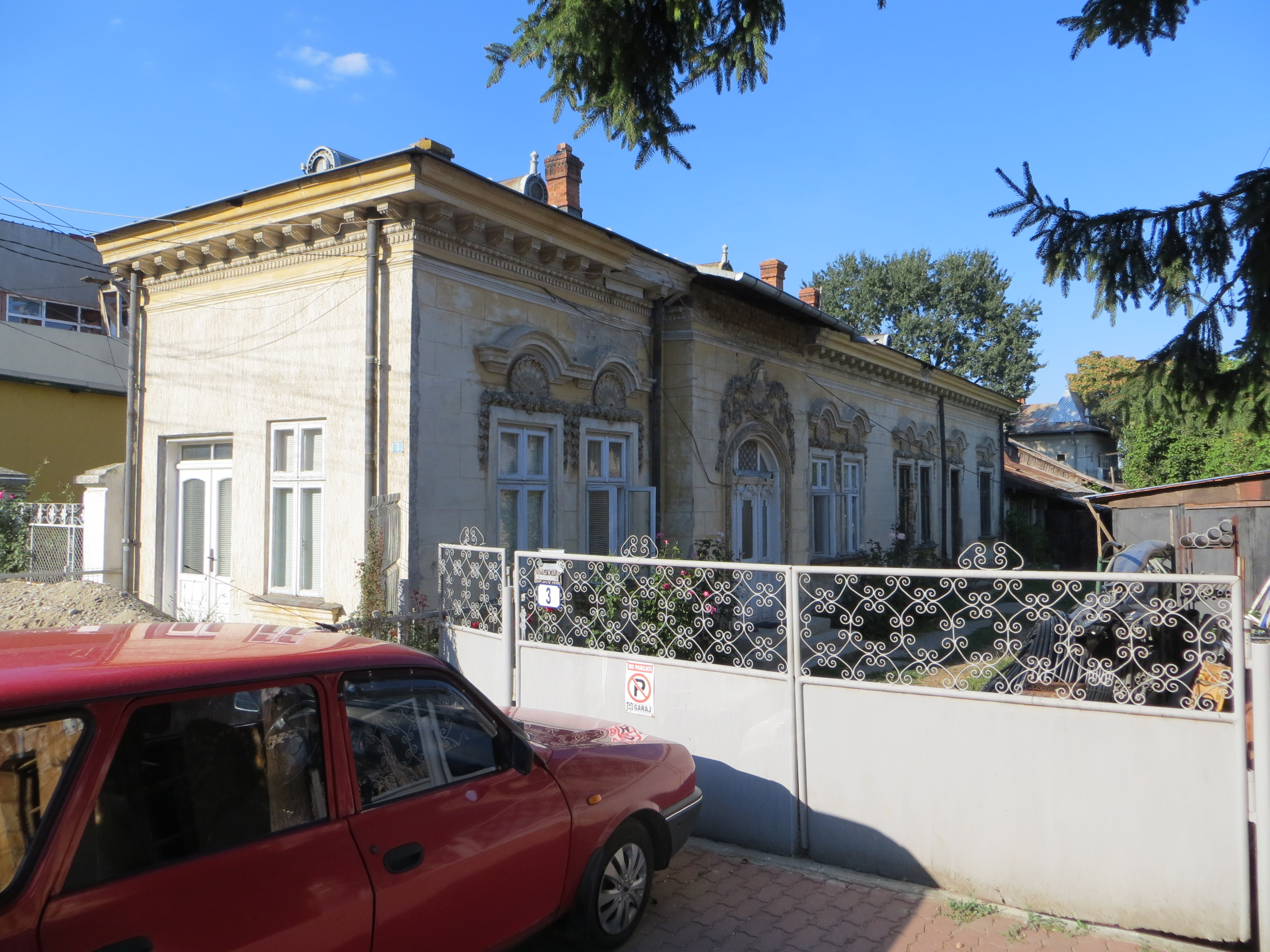
Stara poczta
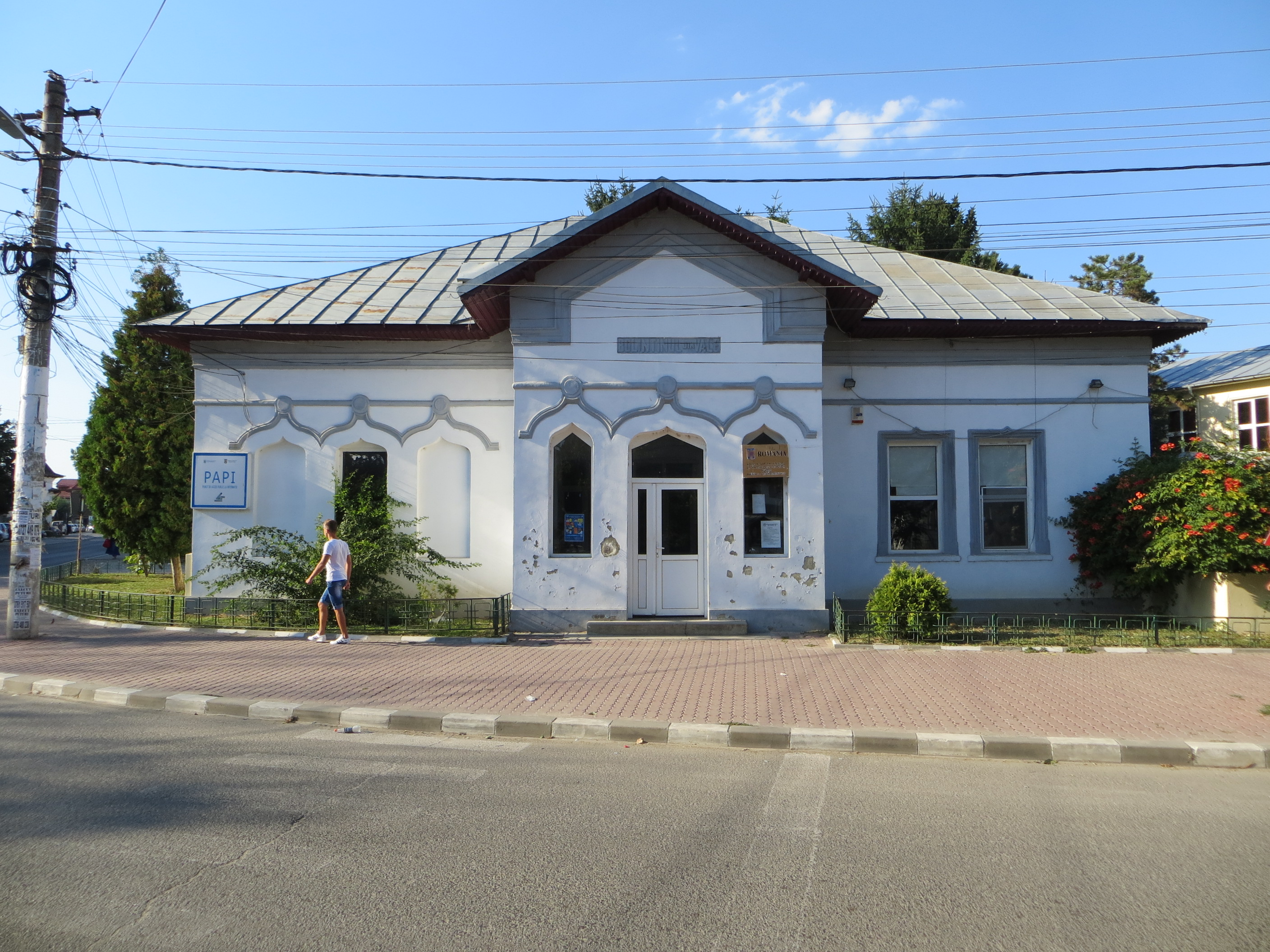
Dawny ratusz
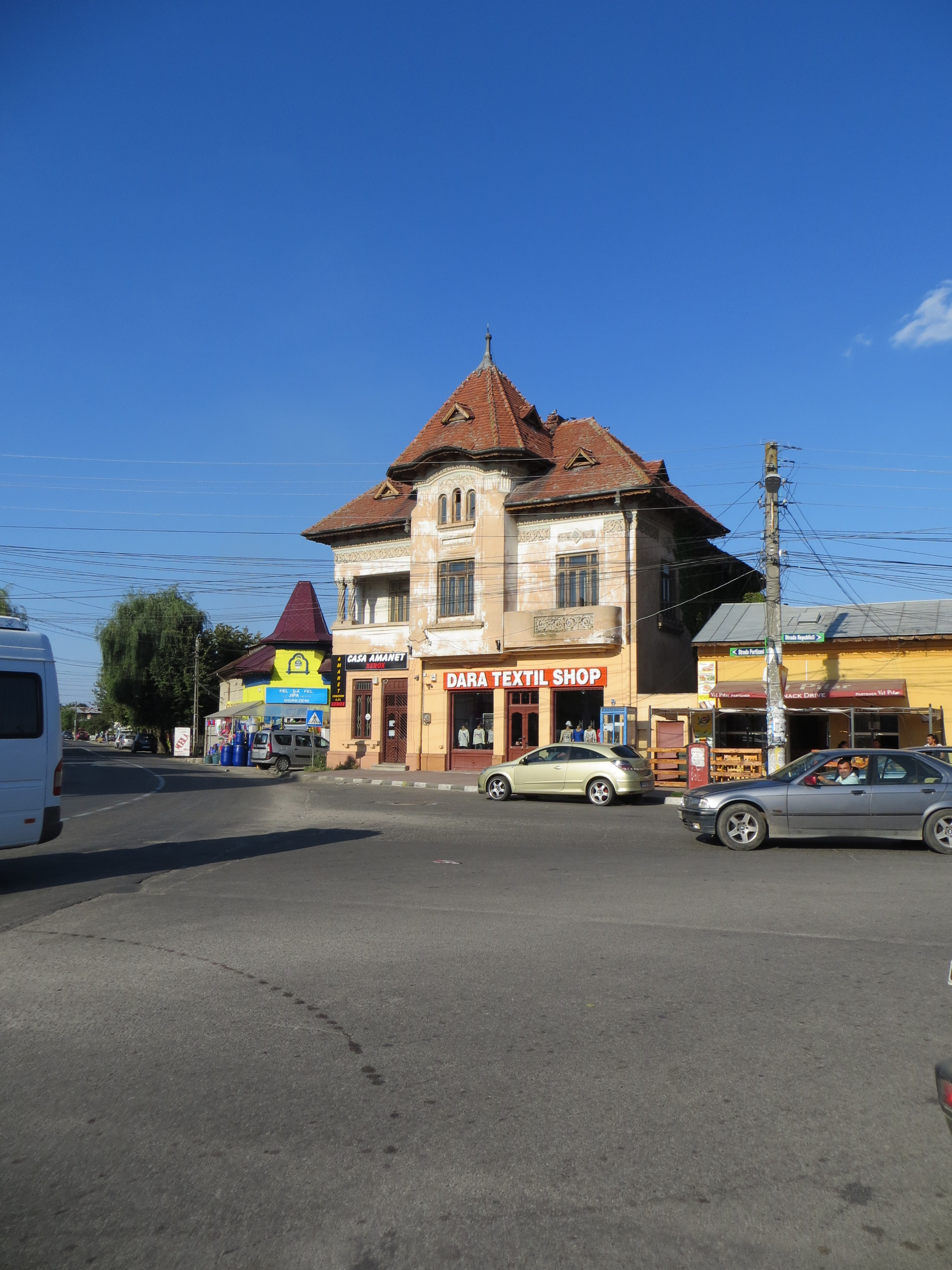
Dom Manolache